# Guðni Th. Jóhannesson

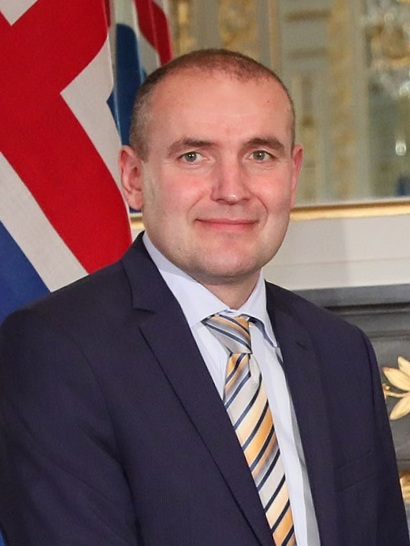
Guðni Th. Jóhannesson (2019)

Guðni Thorlacius Jóhannesson [ˈkvʏðnɪ ˈjouhanɛsˌsɔn] (deutsche Transkription Gudni Thorlacius Johannesson; * 26. Juni 1968 in Reykjavík), meist abgekürzt Guðni Th. Jóhannesson, ist ein isländischer Historiker und Politiker. Er war von 2016 mit Wiederwahl 2020 bis 2024 Präsident Islands.

## Leben und Werk
Guðni wurde als Sohn der Lehrerin und Journalistin Margrét Thorlacius und des Sportlehrers Jóhannes Sæmundsson in Reykjavík geboren. Er studierte an der University of Warwick, der Universität Bonn, der Universität Island sowie an der University of Oxford. 2003 wurde ihm von der Queen Mary University of London ein Ph.D. in Geschichte verliehen.
Guðni Th. Jóhannesson hat als Hochschullehrer an der Universität Island, an der Universität Bifröst und an der Universität London gearbeitet. Er war vor seiner Wahl zum Präsidenten Dozent (Senior lecturer) an der Universität Island. Sein Forschungsgebiet ist die moderne Geschichte Islands, zu der er mehrere Untersuchungen veröffentlicht hat, unter anderem über die Kabeljaukriege, Islands Finanzkrise 2008–2011 und die Geschichte der isländischen Präsidentschaft. Er ist Verfasser einer Biographie des Politikers Gunnar Thoroddsen und eines Werks über die Präsidentschaft von Kristján Eldjárn, des dritten Präsidenten Islands. Darüber hinaus hat er zwischen 1992 und 1997 vier Werke des amerikanischen Schriftstellers Stephen King ins Isländische übersetzt.

## Persönliches

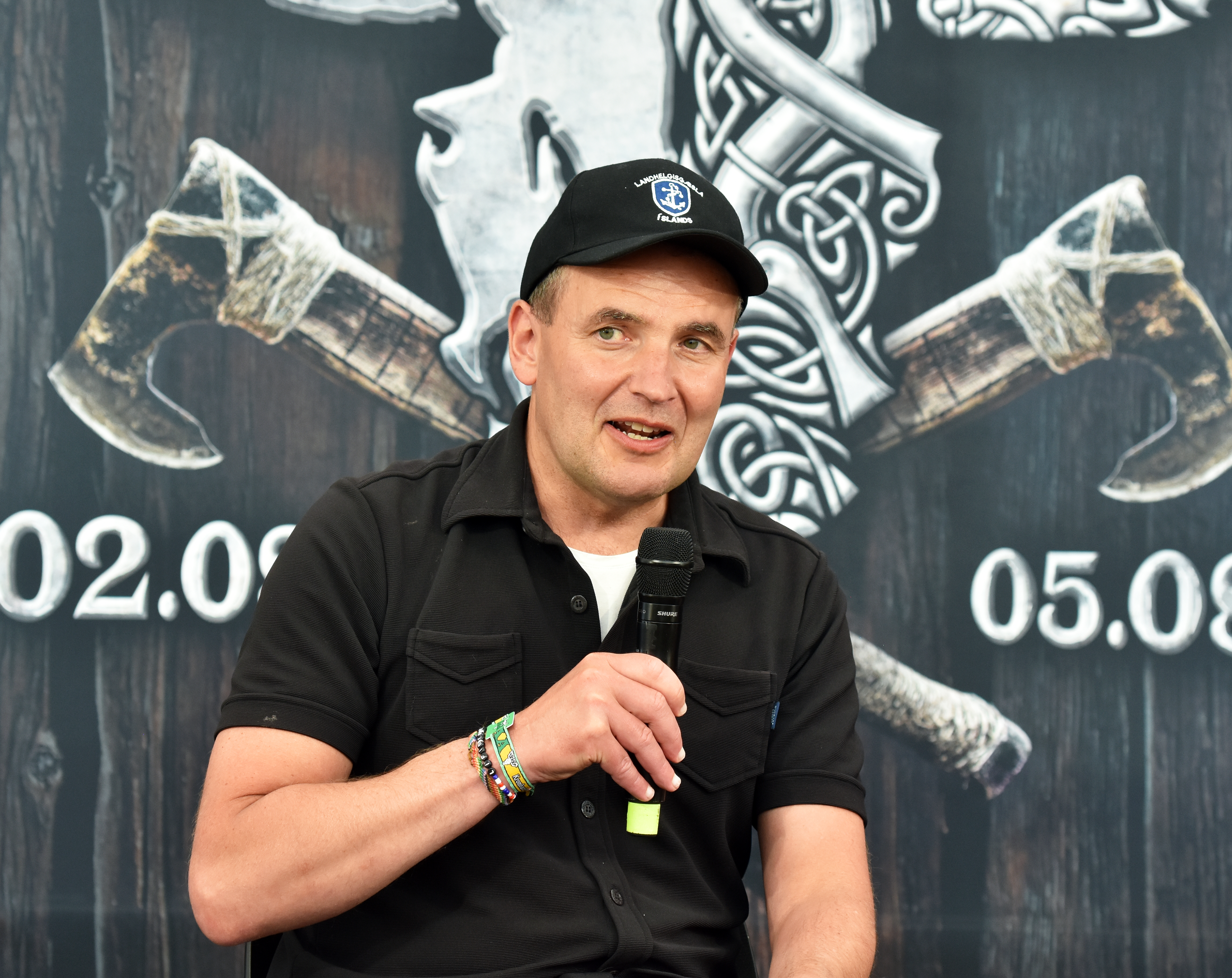
Guðni Th. Jóhannesson in der Talkrunde beim Wacken Open Air

Guðni wohnte zum Zeitpunkt seiner Präsidentschaftskandidatur in Seltjarnarnes. Er hat zwei Brüder: Patrekur Jóhannesson ist als Handball-Trainer tätig, Jóhannes als Systemanalyst. Guðni ist seit 2004 mit der Kanadierin Eliza Reid verheiratet, die er 1998 an der University of Oxford kennengelernt hatte. Mit ihr hat er vier Kinder. Eine weitere Tochter stammt aus einer früheren Ehe Guðnis. Er wurde katholisch erzogen, trat aber aus der römisch-katholischen Kirche aus. In einem Artikel auf mbl.is, dem Internetportal der Zeitung Morgunblaðið, werden als Grund für seinen Austritt „Berichte über Verbrechen verschiedener katholischer Priester“ angeführt. In einem Interview erklärte er, dass sein Bekenntnis heute nicht mehr credo in unum deum sei, sondern die Allgemeine Erklärung der Menschenrechte. Neben seiner isländischen Muttersprache spricht Guðni Th. Jóhannesson fließend Englisch, außerdem hat er gute Dänisch-, Norwegisch- und Deutschkenntnisse. Er spricht auch etwas Russisch. Guðni ist bekennender Metal-Fan. 2023 besuchte er das Wacken Open Air, wo in diesem Jahr vier isländische Metal-Bands auftraten. Dies sei der Anlass seiner Einladung gewesen und damit habe der Welt gezeigt werden können, dass Island eine gute und aufblühende Metal-Szene habe, so Guðni in einem Interview.

## Präsidentschaft
Im Mai 2016 erklärte Guðni seine Kandidatur bei der anstehenden Präsidentschaftswahl 2016. Der Präsident müsse sich, so Guðni, mit einer Revision der Verfassung der Republik Island befassen. Das Volk solle die Möglichkeit erhalten, bei umstrittenen Fragen das Referendum zu ergreifen. Guðni galt dabei als konsensorientierter Kandidat, der nicht mit zugespitzten Aussagen auffalle. Seine Wahlchancen wurden im Vorfeld als gut eingeschätzt; mit Stand von Anfang Juni 2016 führte er in allen Umfragen mit deutlichem Abstand. Guðni gewann die Wahl mit deutlichem Vorsprung vor der Unternehmerin Halla Tómasdóttir. Er trat sein Amt am 1. August 2016 an. Er folgte Ólafur Ragnar Grímsson nach. Bei der Wahl vom 27. Juni 2020 wurde er mit einer Stimmenmehrheit von 92 Prozent für eine zweite Amtszeit wiedergewählt.
In seiner Neujahrsansprache zum Jahreswechsel 2023/2024 kündigte Guðni Th. Jóhannesson an, bei der Wahl 2024 nicht mehr zu kandidieren. Ihm folgte Halla Tómasdóttir nach. Island kennt keine Beschränkung der Anzahl Amtsperioden eines Präsidenten; Guðni hatte bereits bei seiner Wahl 2016 erklärt, höchstens für drei Perioden antreten zu wollen. Guðnis Amtszeit war damit die zweitkürzeste nach Islands erstem Präsidenten Sveinn Björnsson, der 1952 nach sieben Jahren im Amt verstarb.

## Werke

### Historische Schriften (Auswahl)
- The history of Iceland. Greenwood, Santa Barbara, California 2013. ISBN 978-0-313-37620-7
- Gunnar Thoroddsen. Ævisaga. JPV, Reykjavík 2010. ISBN 978-9935-11-163-0
- Hrunið. Ísland á barmi gjaldþrots og upplausnar. JPV, Reykjavík 2009. ISBN 978-9935-11-063-3
- Óvinir ríkisins. Ógnir og innra öryggi í kalda stríðinu á Íslandi. Mál og menning, Reykjavík 2006. ISBN 978-9979-3-2808-7
- Völundarhús valdsins. Stjórnarmyndanir, stjórnarslit og staða forseta Íslands í embættistíð Kristjáns Eldjárns, 1968–1980. Mál og menning, Reykjavík 2005. ISBN 9979-3-2701-4
- Kári í jötunmóð. Saga Kára Stefánssonar og Íslenskrar erfðagreiningar. Nýja bókafélagið, Reykjavík 1999. ISBN 9979-9418-2-0

### Übersetzungen
- Stephen King: Betrun. Fróði, Reykjavík 1997. ISBN 9979-802-95-2 (Originaltitel: Rita Hayworth and Shawshank Redemption; auf Deutsch erschienen in Frühling, Sommer, Herbst und Tod als Pin-up). Der Band enthält auch die von Björn Jónsson übersetzte Erzählung Námfús drengur (Apt pupil, auf Deutsch Der Musterschüler).
- Stephen King: Örlög. Fróði, Reykjavík 1995. ISBN 9979-802-80-4; Vaka-Helgafell, Reykjavík 2004. ISBN 9979-217-60-X (Originaltitel: Dolores Claiborne; auf Deutsch erschienen als Dolores)
- Stephen King: Bókasafnslöggan. Fróði, Reykjavík 1994. ISBN 9979-802-18-9 (Originaltitel: The Library Policeman, auf Deutsch erschienen in der Doppelausgabe Nachts als Der Bibliothekspolizist)
- Stephen King: Furðuflug. Fróði, Reykjavík 1992. ISBN 9979-802-26-X (übersetzt zusammen mit Karl Birgisson; Originaltitel: The Langoliers; auf Deutsch erschienen in der Doppelausgabe Langoliers als Langoliers)